# Armel Bella-Kotchap
Armel Bella-Kotchap (* 11. prosince 2001) je německý profesionální fotbalista, který hraje na pozici středního obránce za klub PSV Eindhoven, kde je na hostování ze Southamptonu a německou reprezentaci.

## Klubová kariéra

### Bochum
V červenci 2018 se Bella-Kotchap připojil k profesionálnímu týmu VfL Bochum na letním tréninkovém kempu 2018/19. V březnu 2019 podepsal Bella-Kotchap svou první profesionální smlouvu s VfL Bochum. Svůj profesionální debut za Bochum si odbyl ve 2. Bundeslize 28. dubna 2019 ve venkovním zápase proti Erzgebirge Aue.

### Southampton
Dne 21. června 2022 se Bella-Kotchap připojil k Southamptonu a podepsal zde čtyřletou smlouvu. Bella-Kotchap, který se rychle etabloval jako pravidelný rozehrávač na pozici středního obránce, si 16. října při remíze 1:1 s West Hamem United vykloubil rameno. V důsledku toho se očekávalo, že bude mimo hru několik týdnů. Po zranění se vrátil 6. listopadu při porážce 1:4 s Newcastlem United. Dne 4. ledna 2023 si Bella-Kotchap poranil koleno během prvního poločasu prohraného zápasu s Nottinghamem Forest a znovu se očekávalo, že bude zraněn několik týdnů. Bella-Kotchap si znovu vykloubil rameno při remíze 3:3 s Tottenhamem Hotspur.

## Reprezentační kariéra
Bella-Kotchap začal svou mládežnickou reprezentační kariéru v německém týmu do 18 let, kde debutoval 15. listopadu 2018 v přátelském zápase proti Kypru, který skončil vítězstvím 1:0.
Dne 15. září 2022 byl Bella-Kotchap poprvé zařazena do německého seniorského týmu. Debutoval jako pozdní náhradník 26. září při remíze 3:3 s Anglií. V listopadu 2022 byl vybrán do německého týmu pro Mistrovství světa ve fotbale 2022 v Kataru.

## Osobní život
Bella-Kotchap se narodil v Paříži a je synem bývalého kamerunského reprezentanta Cyrilla Florenta Belly.

## Statistiky

### Klubové
Platí k zápasu hranému 8. října 2023.
| Klub                      | Sezóna            | Liga              | Liga   | Liga | Národní pohár | Národní pohár | Ligový pohár | Ligový pohár | Kontinentální | Kontinentální | Celkově | Celkově |
| Klub                      | Sezóna            | Soutěž            | Zápasy | Góly | Zápasy        | Góly          | Zápasy       | Góly         | Zápasy        | Góly          | Zápasy  | Góly    |
| ------------------------- | ----------------- | ----------------- | ------ | ---- | ------------- | ------------- | ------------ | ------------ | ------------- | ------------- | ------- | ------- |
| VfL Bochum                | 2018/19           | 2. Bundesliga     | 4      | 0    | 0             | 0             | –            | –            | —             | —             | 4       | 0       |
| VfL Bochum                | 2019/20           | 2. Bundesliga     | 12     | 0    | 2             | 0             | –            | –            | —             | —             | 14      | 0       |
| VfL Bochum                | 2020/21           | 2. Bundesliga     | 28     | 1    | 2             | 0             | –            | –            | —             | —             | 30      | 1       |
| VfL Bochum                | 2021/22           | Bundesliga        | 22     | 0    | 4             | 0             | –            | –            | —             | —             | 26      | 0       |
| VfL Bochum                | Celkově           | Celkově           | 66     | 1    | 8             | 0             | –            | –            | —             | —             | 74      | 1       |
| Southampton               | 2022/23           | Premier League    | 24     | 0    | 1             | 0             | 1            | 0            | —             | —             | 26      | 0       |
| Southampton               | 2023/24           | EFL Championship  | 0      | 0    | 0             | 0             | 0            | 0            | —             | —             | 0       | 0       |
| Southampton               | Celkově           | Celkově           | 24     | 0    | 1             | 0             | 1            | 0            | —             | —             | 26      | 0       |
| PSV Eindhoven (hostování) | 2023/24           | Eredivisie        | 3      | 0    | 0             | 0             | —            | —            | 2             | 0             | 5       | 0       |
| Celkově v kariéře         | Celkově v kariéře | Celkově v kariéře | 94     | 1    | 9             | 0             | 1            | 0            | 2             | 0             | 105     | 1       |

### Reprezentační
Platí k zápasu hranému 16. listopadu 2022.
| Národní tým | Rok     | Zápasy | Góly |
| ----------- | ------- | ------ | ---- |
| Německo     | 2022    | 2      | 0    |
| Celkově     | Celkově | 2      | 0    |

## Úspěchy
VfL Bochum
- 2. Bundesliga: 2020/21